# Emile-Henri t'Serstevens

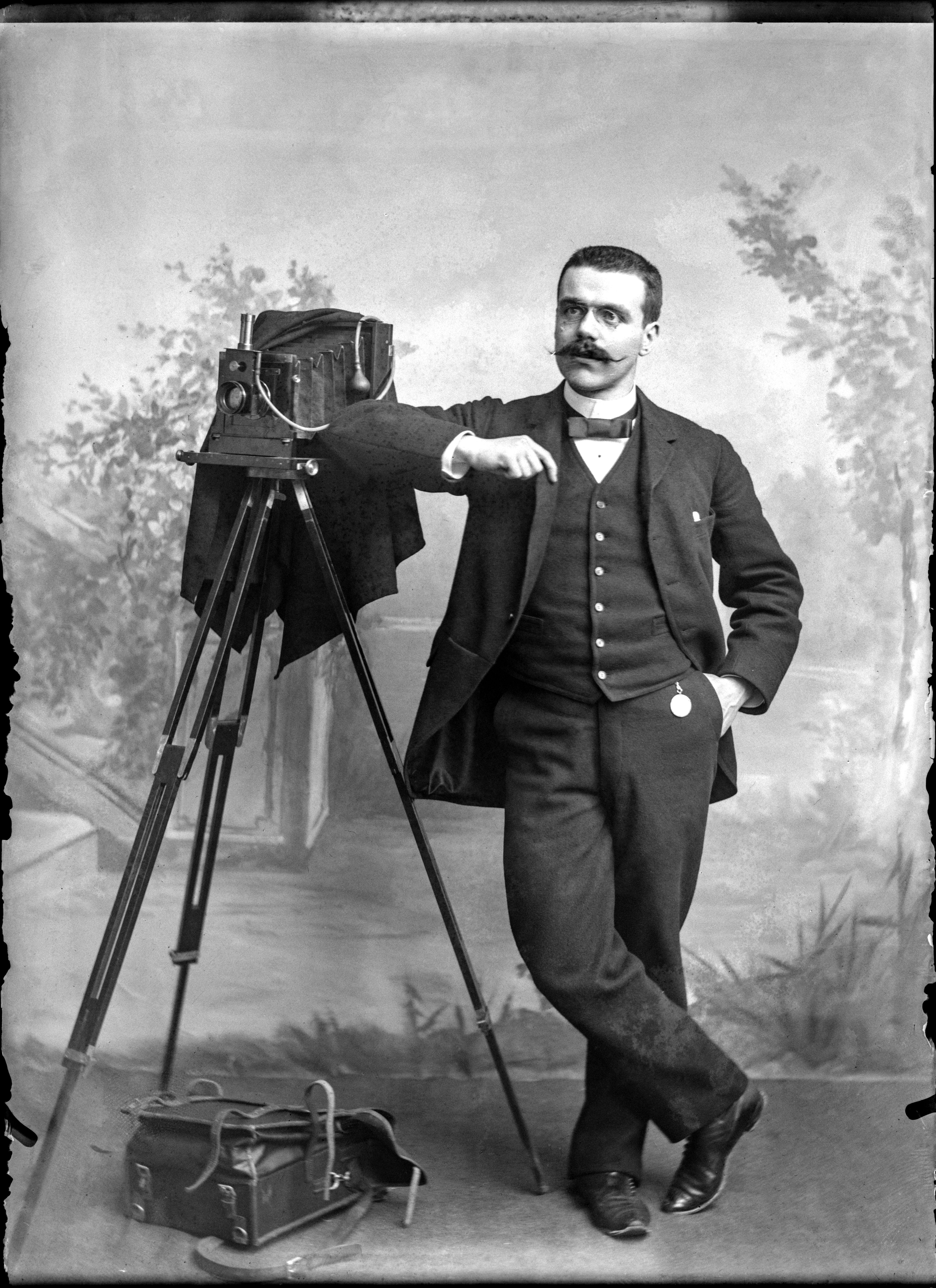
Portret van Emile Henri t'Serstevens met zijn platencamera, ca. 1891-1892

Emile-Henri t'Serstevens is een 19de-eeuwse amateur fotograaf, geboren in 1868. Samen met zijn echtgenote Marie Dastot (1870-1943), was hij meer dan 30 jaar werkzaam als artistiek fotograaf.

## Biografie
Emile t'Serstevens (1868-1933) werd geboren in een van de oudste families  van de Brusselse regio. Hij was de onwettige zoon van Ignace François Emile t'Serstevens (1834-1908) en Marie Therese Doperé (1841-1873), en werd pas door zijn vader erkend in 1875. Dit is het jaar waarin zijn vader in het huwelijk trad met Julienne Verdier (1858-1946), met wie hij vijf kinderen zou hebben: Romain (1876-1947), Georges (1878-?), Gaston (1880-1919), Lucile (1882-1842) en Albert (1885-1974), die later een gevierd romanschrijver zou worden. Na het behalen van een doctoraat in de rechten aan de Universiteit van Brussel (ULB), volgde t'Serstevens zijn vader op als notaris in 1901 en had hij zijn kantoor aan de Guldenvlieslaan (tot 1909). Voor dit werk, dat hij tot 1929 uitoefende, werd hij bekroond met de titel van Ridder in de Leopoldsorde op 20 juli 1926.
Emile sterft in 1933 en wordt begraven op de begraafplaats in Oudergem. In 1943 wordt zijn overleden vrouw mee bij dit graf gelegd. Zijn graf is nog bewaard.

## Zijn werk
Als amateurfotograaf, werd t'Serstevens volwaardig lid van de Association belge de Photographie (ABP) in 1895. Zijn toelating werd door twee prominente leden, Marcel Vanderkindere (1865-1941) en Charles Puttemans (1850-1933), ondersteund. Hij nam deel aan een van de vergaderingen van de vereniging waarbij hij zijn geprezen foto’s voorstelde en stelde tevens tentoon op de tweede tentoonstelling van de ABP, gewijd aan de kunst van de fotografie in Brussel in 1896. Na zijn lidmaatschap bleef t'Serstevens zijn foto's exposeren onder andere in 1904 en 1905.
Er zijn duidelijke overeenkomsten in het werk van t'Serstevens en dat van andere Belgische picturalisten en leden van de ABP, zoals de keuze van het onderwerp dat bijvoorbeeld bestaat uit zichten op het platteland in de omgeving van Brussel, velden, zonsondergangen enz. Toch is de manier waarop hij zijn beelden behandelt - bijvoorbeeld zonder enige vorm van retouche -  wezenlijk verschillend.
Naast landschappen en stadsgezichten concentreerde hij zich hoofdzakelijk op portretfotografie. Onder de geportretteerden bevindt zich zijn vrouw Marie Dastot (1870-1943). Zij assisteerde niet alleen haar man, maar was ook zelf actief als fotografe, zoals haar lidmaatschap van de ABP doet vermoeden. Dit leidt tot de vaststelling dat ze voornamelijk als koppel fotografie beoefenden, wat verschillende foto’s van dit fonds ook doen vermoeden.
Hun werk kan grofweg worden verdeeld in twee delen: spontane foto's en beelden die het gevolg zijn van een doordachte enscenering. De fotoreeks ‘en file indienne’ vormt een treffende illustratie van dergelijke zorgvuldige reflectie door de fotograaf. Op zoek naar een sterke visuele compositie, vroeg t’Serstevens zijn modellen om hun positie enigszins te variëren tijdens de shoot. Ondanks de hoge kosten van het opnamemateriaal werden vaak hele dozen glasnegatieven opgebruikt tijdens één fotografie-sessie. Dit wijst erop dat een hoge graad van perfectie werd nagestreefd.
De meeste foto's getuigen van een grote spontaniteit. Stadsgezichten werden vaak vanuit een dynamische hoek gefotografeerd; het monumentale en statische karakter van de stedelijke architectuur interesseerde hen op zijn zachtst gezegd slechts weinig. In de meeste van hun portretten - die strak gekadreerd zijn - kijkt het model niet rechtstreeks in de lens. De geportretteerden poseren allesbehalve op een formele manier. In  de plaats daarvan krijgt een natuurlijke en spontane houding en expressie de voorkeur, wat in strijd is met de traditionele regels van de officiële portretfotografie. Vooral hun groepsportretten etaleren een uniek gevoel voor humor en originaliteit. Ook de veelvuldige aanwezigheid van dieren in hun werk is opmerkelijk. Dergelijke fotografie vormt immers zowel een technische als artistieke uitdaging, gezien een goede foto sterk afhankelijk is van de medewerking van de ‘modellen’. Ook was t'Serstevens niet bang om mensen vast te leggen in beweging, en dit zowel met een immobiele platencamera met glasnegatieven als later door middel van een veel gebruiksvriendelijkere handcamera.
Het echtpaar vereeuwigde hun vrienden en familieleden, diens nakomelingen, evenementen, excursies naar het platteland, reizen in het buitenland, voornamelijk in Frankrijk, Duitsland, enz. Op die manier bieden ze ons - zij het onbedoeld - een blik op het dagelijks leven van de Brusselse bourgeoisie tussen 1890 en 1920. Naast de naaste familie, maakten ze portretten van verschillende van hun gerenommeerde vrienden, waaronder de violist Emile Chaumont (1878-1942) en de componist Joseph Jongen (1873-1953). Dat t'Serstevens en Jongen goede vrienden waren, wordt ook bevestigd door Jongen’s orgelcompositie Trois pieces pour Harmonium. Hij droeg het in 1909 op aan zijn vriend t'Serstevens, die bovendien een prominente figuur in muzikale kringen was. In 1924 wijdde Jongen ook zijn Hymne voor harmonium en piano aan zijn vrienden Emile en Marie. Verschillende foto’s van schilders, muzikanten, acteurs en zelfs komieken illustreren dat t'Serstevens een bekende figuur was in artistieke kringen. Zo had hij onder meer goede contacten met componist en violist Eugène Ysaÿe (1858-1931), die hij fotografeerde samen met zijn vrouw, Louise Bourdau (1868-1965). Ysaÿe was een gerenommeerd musicus die Elisabeth, koningin der Belgen (1876-1965), onderricht gaf in het spelen van de viool. In 1937 zou deze laatste de eerste internationale wedstrijd voor klassieke muziek inrichten: de Eugène Ysaÿewedstrijd, een concours dat vandaag beter gekend is als de wereldvermaarde Koningin Elisabethwedstrijd.